# Ярской
Ярско́й — хутор в Чернышковском районе Волгоградской области России.
Входит в состав Чернышковского городского поселения.

## История
В соответствии с Законом Волгоградской области № 976-ОД от 22 декабря 2004 года хутор вошёл в состав Чернышковского городского поселения.

## География
Хутор расположен на правом берегу реки Чир, по которой проходит граница с Ростовской областью.

## Население
| 2002 | 2010 |
| ---- | ---- |
| 140  | ↘96  |

В 1980-е годы в Ярском проживали 120 человек. По данным 2002 года, на хуторе проживало 140 человек.

## Инфраструктура
В Ярском есть магазин, нет школы, нет медицинского учреждения.

## Транспорт
В 11 км к юго-западу от хутора расположена железнодорожная станция Чернышков.
В Ярском есть главная дорога с твёрдым покрытием (бетонные плиты).